# Lekkoatletyka na Letnich Igrzyskach Olimpijskich 1912 – bieg na 100 m mężczyzn

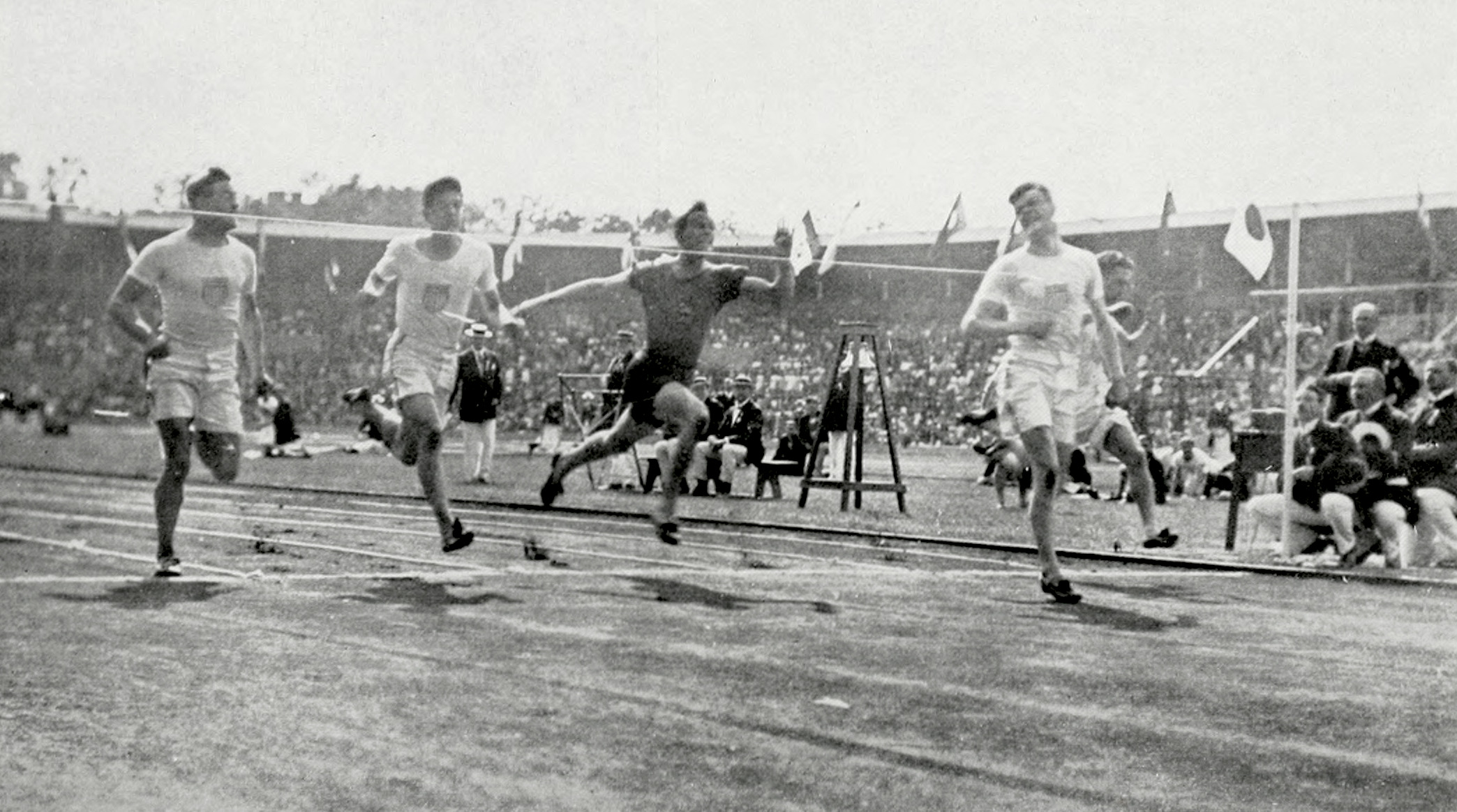
Zwycięstwo Ralpha Craiga

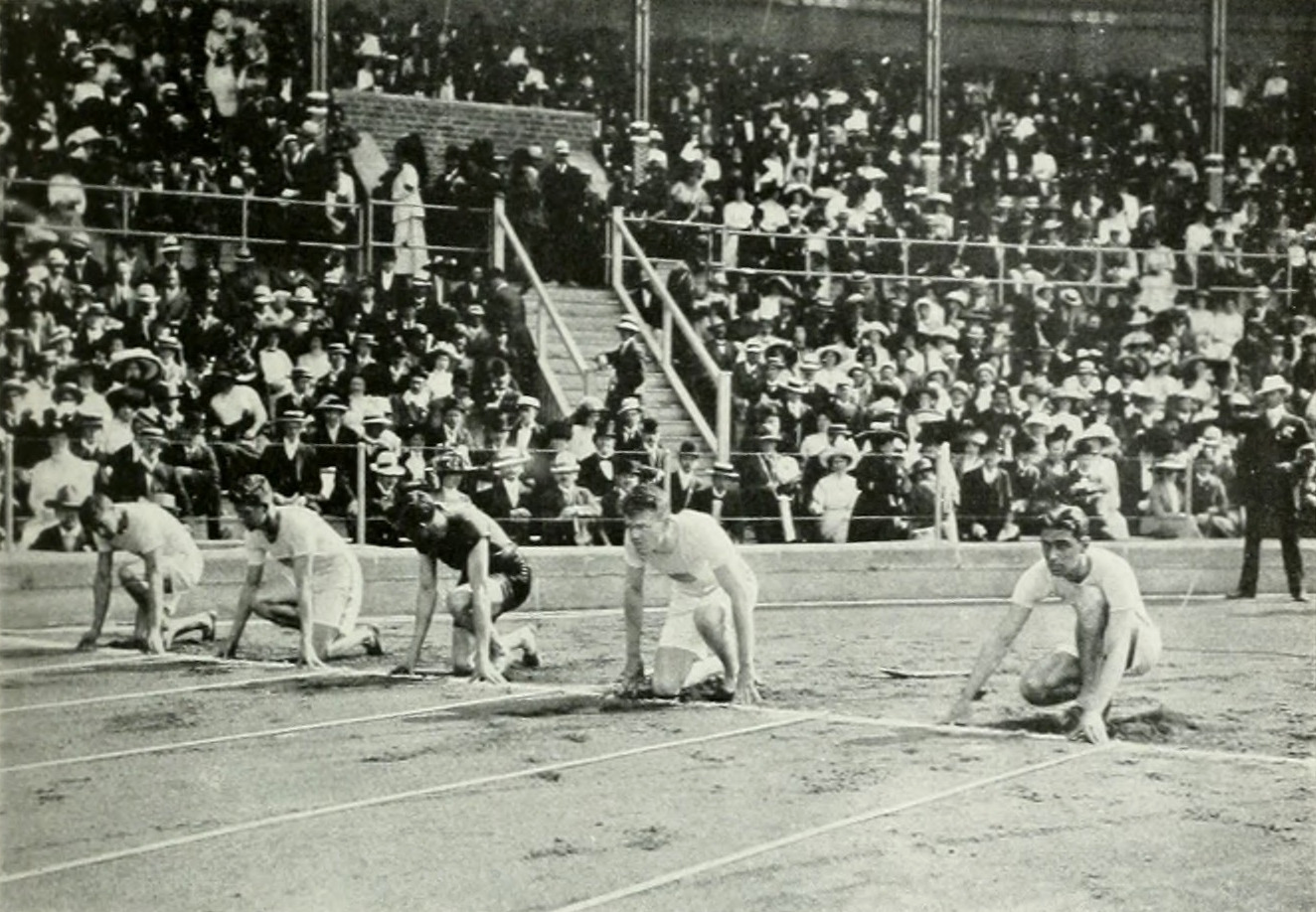
Start biegu finałowego

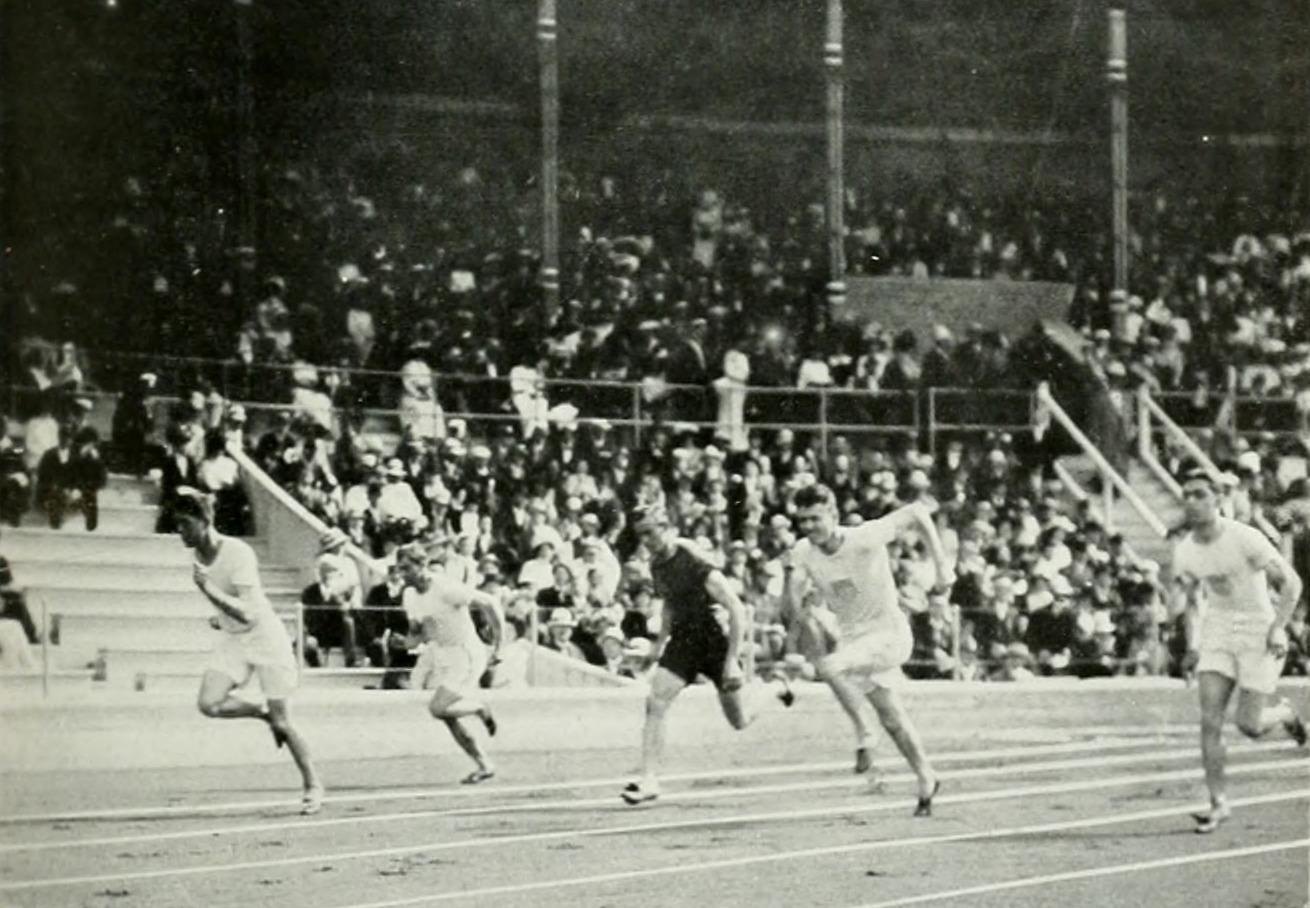
Bieg finałowy

Bieg na dystansie 100 metrów mężczyzn był jedną z konkurencji lekkoatletycznych rozgrywanych podczas V Igrzysk Olimpijskich w Sztokholmie. Biegi eliminacyjne i półfinałowe rozegrane zostały 6 lipca 1912 roku, zaś bieg finałowy — 7 lipca 1912 roku. Mistrzem olimpijskim w tej konkurencji został Amerykanin Ralph Craig. W rywalizacji wzięło udział 70 biegaczy z 22 reprezentacji.
Sytuacja przed igrzyskami nie przed stawiała się klarownie. Od IV Letnich Igrzysk Olimpijskich na arenie międzynarodowej nie pojawił się zdecydowany kandydat do złota. W latach 1909–1911 trzech różnych sprinterów wygrywało bieg na 100 metrów podczas Amatorskich Mistrzostw Stanów Zjednoczonych (William Martin w 1909 r., James Rosenberger w 1910 r., Gwinn Henry w 1911 r.), lecz żaden z nich nie startował w tej konkurencji w Sztokholmie. Kolejnym z kandydatów był zawodnik południowoafrykański George Patching, zwycięzca Amatorskich Mistrzostw Afryki w latach 1910-1911. Podczas próby przedolimpijskiej w Stanach Zjednoczonych Ira Courtney wygrał próbę zachodnią, Clement Wilson próbę w stanach centralnych, zaś Howard Drew — próbę wschodnią. Ralph Craig zakończył próbę wschodnią na drugim miejscu. Rekordzistami świata (czas 10,5 sekundy) było troje Niemców: Richard Rau, Erwin Kern i Emil Ketterer. Wszyscy trzej wystartowali w Sztokholmie, lecz Rau i Kern odpadli w biegach półfinałowych, zaś Ketterer odpadł w fazie eliminacyjnej.
W rundzie eliminacyjnej Amerykanin Donald Lippincott złamał w szesnastym biegu rekord olimpijski z czasem 10,6 sekundy. Do finału awansowali zwycięzcy biegów półfinałowych. Pięciu z nich było reprezentantami Stanów Zjednoczonych. 
W biegu finałowym Howard Drew nie pojawił się na starcie, gdyż zerwał on mięsień na finiszu swojego półfinału. Finał był naznaczony wieloma falstartami — sześcioma, siedmioma lub ośmioma (w zależności od źródła). Po jednym z tych falstartów Craig i Lippincott przebiegli całe sto metrów. Jak później komentował Craig: Było siedem falstartów, z czego ja zrobiłem jeden z nich. Jeden z Amerykanów startujących w Paryżu w 1900 roku powiedział mi, że jeśli kiedykolwiek uda mi się pojechać na igrzyska i zauważę, że ktoś poruszy choćby mięśniem — ja też muszę.Don Lippincott i ja przebiegliśmy cały dystans po jednym z falstartów. Zagraniczni sędziowie byli tak niekompetentni, że bałem się przerwać bieg nawet po drugim wystrzale. Tak jak mówiłem — jeśli coś zauważę, nie mogę się cofnąć. Usłyszałem drugi strzał, ale nie wierzyłem w niego".

## Rekordy
| Rekord świata     | Emil Ketterer (GER)    | 10,5 (*)  | Karlsruhe, Cesarstwo Niemieckie | 09.07.1911 |
| Rekord świata     | Richard Rau (GER)      | 10,5 (*)  | Brunszwik, Cesarstwo Niemieckie | 13.08.1911 |
| Rekord świata     | Richard Rau (GER)      | 10,5 (*)  | Monachium, Cesarstwo Niemieckie | 12.05.1912 |
| Rekord świata     | Erwin Kern (GER)       | 10,5 (*)  | Monachium, Cesarstwo Niemieckie | 26.05.1912 |
| Rekord olimpijski | Frank Jarvis (USA)     | 10,8      | Paryż, Francja                  | 14.07.1900 |
| Rekord olimpijski | Walter Tewksbury (USA) | 10,8      | Paryż, Francja                  | 14.07.1900 |
| Rekord olimpijski | James Rector (USA)     | 10,8      | Londyn, Wielka Brytania         | 20.07.1908 |
| Rekord olimpijski | Reggie Walker (RSA)    | 10,8 (**) | Londyn, Wielka Brytania         | 20.07.1908 |
| Rekord olimpijski | James Rector (USA)     | 10,8      | Londyn, Wielka Brytania         | 21.07.1908 |
| Rekord olimpijski | Reggie Walker (RSA)    | 10,8      | Londyn, Wielka Brytania         | 22.07.1908 |

(*) — rekord nieoficjalny
(**) — początkowo zmierzono 10,7 sekundy

## Wyniki

### Eliminacje
Bieg 1
| Miejsce | Zawodnik       | Czas | Uwagi |
| ------- | -------------- | ---- | ----- |
| 1       | Charles Luther | 12,8 | Q     |

Bieg 2
| Miejsce | Zawodnik     | Czas | Uwagi |
| ------- | ------------ | ---- | ----- |
| 1       | Ivan Möller  | 11,5 | Q     |
| 2       | Pál Szalay   | b.d. | Q     |
| 3       | Rudolf Rauch | b.d. |       |

Bieg 3
| Miejsce | Zawodnik                | Czas | Uwagi |
| ------- | ----------------------- | ---- | ----- |
| 1       | Ira Courtney            | 11,2 | Q     |
| 2       | István Jankovich        | b.d. | Q     |
| 3-6     | Pierre Failliot         | b.d. |       |
| 3-6     | Henry Blakeney          | b.d. |       |
| 3-6     | Ladislav Jiránek-Strana | b.d. |       |
| 3-6     | Pablo Eitel             | b.d. |       |

Bieg 4
| Miejsce | Zawodnik      | Czas | Uwagi |
| ------- | ------------- | ---- | ----- |
| 1       | Richard Rice  | 11,4 | Q     |
| 2       | Rolf Smedmark | b.d. | Q     |

Bieg 5
| Miejsce | Zawodnik       | Czas | Uwagi |
| ------- | -------------- | ---- | ----- |
| 1       | Victor d’Arcy  | 11,2 | Q     |
| 2       | Reuben Povey   | b.d. | Q     |
| 3       | António Stromp | b.d. |       |

Bieg 6
| Miejsce | Zawodnik                 | Czas | Uwagi |
| ------- | ------------------------ | ---- | ----- |
| 1       | Richard Rau              | 11,5 | Q     |
| 2       | Vilmos Rácz              | b.d. | Q     |
| 3-6     | Ture Person              | b.d. |       |
| 3-6     | Robert Schurrer          | b.d. |       |
| 3-6     | Dimitrios Triandafilakos | b.d. |       |
| 3-6     | Leopolds Lēvenšteins     | b.d. |       |

Bieg 7
| Miejsce | Zawodnik           | Czas | Uwagi |
| ------- | ------------------ | ---- | ----- |
| 1       | William Stewart    | 11,0 | Q     |
| 2       | Léon Aelter        | b.d. | Q     |
| 3-5     | Charles Lelong     | b.d. |       |
| 3-5     | Johannes Grijseels | b.d. |       |
| 3-5     | Richard Schwarz    | b.d. |       |

Bieg 8
| Miejsce | Zawodnik        | Czas | Uwagi |
| ------- | --------------- | ---- | ----- |
| 1       | Knut Lindberg   | 11,6 | Q     |
| 2       | Bedřich Vygoda  | 11,6 | Q     |
| 3       | Dušan Milošević | 11,6 |       |
| 4       | Jón Halldórsson | 12,1 |       |

Bieg 9
| Miejsce | Zawodnik      | Czas | Uwagi |
| ------- | ------------- | ---- | ----- |
| 1       | Alvah Meyer   | 11,6 | Q     |
| 2       | Franco Giongo | b.d. | Q     |
| 3-4     | Robert Duncan | b.d. |       |
| 3-4     | Georges Rolot | b.d. |       |

Bieg 10
| Miejsce | Zawodnik            | Czas   | Uwagi |
| ------- | ------------------- | ------ | ----- |
| 1       | David Jacobs        | 10,8 = | Q     |
| 2       | Clement Wilson      | b.d.   | Q     |
| 3-5     | Marius Delaby       | b.d.   |       |
| 3-5     | Herman Sotaaen      | b.d.   |       |
| 3-5     | Václav Labík-Gregan | b.d.   |       |

Bieg 11
| Miejsce | Zawodnik        | Czas | Uwagi |
| ------- | --------------- | ---- | ----- |
| 1       | Frank Belote    | 11,0 | Q     |
| 2       | René Mourlon    | b.d. | Q     |
| 3-4     | Henry Macintosh | b.d. |       |
| 3-4     | Harry Beasley   | b.d. |       |

Bieg 12
| Miejsce | Zawodnik           | Czas | Uwagi |
| ------- | ------------------ | ---- | ----- |
| 1       | Peter Gerhardt     | 11,2 | Q     |
| 2       | Francis Lukeman    | b.d. | Q     |
| 3-5     | Fritz Weinzinger   | b.d. |       |
| 3-5     | Alexander Pedersen | b.d. |       |
| 3-5     | Duncan Macmillan   | b.d. |       |

Bieg 13
| Miejsce | Zawodnik        | Czas | Uwagi |
| ------- | --------------- | ---- | ----- |
| 1       | John Howard     | 11,0 | Q     |
| 2       | George Patching | b.d. | Q     |
| 3-4     | Harold Heiland  | b.d. |       |
| 3-4     | Pawieł Sztiglic | b.d. |       |
| —       | Emil Ketterer   | DNF  |       |

Bieg 14
| Miejsce | Zawodnik         | Czas | Uwagi |
| ------- | ---------------- | ---- | ----- |
| 1       | Arthur Anderson  | 11,0 | Q     |
| 2       | Rupert Thomas    | b.d. | Q     |
| 3-4     | Frank McConnell  | b.d. |       |
| 3-4     | Skotte Jacobsson | b.d. |       |

Bieg 15
| Miejsce | Zawodnik        | Czas | Uwagi |
| ------- | --------------- | ---- | ----- |
| 1       | Howard Drew     | 11,0 | Q     |
| 2       | Erwin Kern      | b.d. | Q     |
| 3       | Julien Boullery | b.d. |       |
| —       | James Barker    | DNF  |       |

Bieg 16
| Miejsce | Zawodnik            | Czas | Uwagi |
| ------- | ------------------- | ---- | ----- |
| 1       | Donald Lippincott   | 10,6 | Q     |
| 2       | William Applegarth  | b.d. | Q     |
| 3-5     | Max Herrmann        | b.d. |       |
| 3-5     | Ervin Szerelemhegyi | b.d. |       |
| 3-5     | Yahiko Mishima      | b.d. |       |

Bieg 17
| Miejsce | Zawodnik        | Czas | Uwagi |
| ------- | --------------- | ---- | ----- |
| 1       | Ralph Craig     | 11,2 | Q     |
| 2       | Ferenc Szobota  | b.d. | Q     |
| 3       | Ragnar Ekberg   | b.d. |       |
| 3       | Fritz Fleischer | b.d. |       |

### Półfinały
Półfinał 1
| Miejsce | Zawodnik       | Czas | Uwagi |
| ------- | -------------- | ---- | ----- |
| 1       | Howard Drew    | 11,0 | Q     |
| 2-6     | Ira Courtney   | b.d. |       |
| 2-6     | Peter Gerhardt | b.d. |       |
| 2-6     | Charles Luther | b.d. |       |
| 2-6     | Erwin Kern     | b.d. |       |
| 2-6     | Vilmos Rácz    | b.d. |       |

Półfinał 2
| Miejsce | Zawodnik        | Czas | Uwagi |
| ------- | --------------- | ---- | ----- |
| 1       | George Patching | 10,9 | Q     |
| 2-5     | Knut Lindberg   | b.d. |       |
| 2-5     | Richard Rice    | b.d. |       |
| 2-5     | Franco Giongo   | b.d. |       |
| 2-5     | Léon Aelter     | b.d. |       |

Półfinał 3
| Miejsce | Zawodnik        | Czas | Uwagi |
| ------- | --------------- | ---- | ----- |
| 1       | Alvah Meyer     | 10,7 | Q     |
| 2-4     | David Jacobs    | b.d. |       |
| 2-4     | Francis Lukeman | b.d. |       |
| 2-4     | Pál Szalay      | b.d. |       |
| —       | Rolf Smedmark   | DNF  |       |

Półfinał 4
| Miejsce | Zawodnik         | Czas | Uwagi |
| ------- | ---------------- | ---- | ----- |
| 1       | Ralph Craig      | 10,7 | Q     |
| 2       | Richard Rau      | 10,9 |       |
| 3-6     | William Stewart  | b.d. |       |
| 3-6     | István Jankovich | b.d. |       |
| 3-6     | René Mourlon     | b.d. |       |
| 3-6     | Ferenc Szobota   | b.d. |       |

Półfinał 5
| Miejsce | Zawodnik           | Czas | Uwagi |
| ------- | ------------------ | ---- | ----- |
| 1       | Donald Lippincott  | 10,7 | Q     |
| 2-6     | William Applegarth | b.d. |       |
| 2-6     | Bedřich Vygoda     | b.d. |       |
| 2-6     | Clement Wilson     | b.d. |       |
| 2-6     | Victor d’Arcy      | b.d. |       |
| 2-6     | John Howard        | b.d. |       |

Półfinał 6
| Miejsce | Zawodnik        | Czas | Uwagi |
| ------- | --------------- | ---- | ----- |
| 1       | Frank Belote    | 11,1 | Q     |
| 2-5     | Reuben Povey    | b.d. |       |
| 2-5     | Rupert Thomas   | b.d. |       |
| 2-5     | Ivan Möller     | b.d. |       |
| 2-5     | Arthur Anderson | b.d. |       |

### Finał
Finał rozegrano 7 lipca 1912 r. Oficjalny raport podaje, iż Ralph Craig przybiegł z czasem 10,80 s, Alvah Meyer był 60 cm za nim, a Donald Lippincott 15 cm za Meyerem.
| Place | Athlete           | Time |
| ----- | ----------------- | ---- |
| 1     | Ralph Craig       | 10,8 |
| 2     | Alvah Meyer       | 10,9 |
| 3     | Donald Lippincott | 10,9 |
| 4.    | George Patching   | 11,0 |
| 5.    | Frank Belote      | 11,0 |
| —     | Howard Drew       | DNS  |